# 상교정본자비도량참법 권4~6
상교정본자비도량참법 권4~6(詳校正本慈悲道場懺法 卷四∼六)은 서울특별시 서대문구 (재)아단문고에 있는 고려시대의 목판본 불경이다. 1992년 12월 11일 대한민국의 보물 제1143호로 지정되었다.

## 개요
자비도량참법은 경전을 읽으면서 죄를 참회하는 불교의식의 하나인데, 이를 수행하면 죄가 없어져 복이 생기고, 나아가서는 고통으로부터 벗어날 수 있다고 한다.
이 책은 자비도량참법 중 권 제4∼6을 목판에 새겨 볏집이 섞인 닥종이에 찍어낸 것이다. 원래 책을 두루마리 형태로 만들기 위하여 1판에 20행씩 글자를 새겼는데 이것을 10행씩 찍어내 책으로 만든 것이다. 3권이 하나의 책으로 묶여 있으며, 크기는 세로 37cm, 가로 21.2cm이다.
표지는 검푸른색의 비단으로 만들어졌는데, 2줄의 금색으로 그린 직사각형 안에 금색으로 쓴 제목이 붙어있다. 권6의 제21, 22장은 새로 보충해서 넣은 것이며, 본문에는 둥근 점을 찍어 읽기 편리하게 했다. 이 책은『상교정본자비도량참법』권7∼10(보물 제875호)과 동일한 판본인데, 보물 제875호의 책 끝에 있는 기록을 통해 고려 공민왕 1년(1352)에 새긴 것임을 알 수 있다. 그러나 종이의 질, 책의 형태가 조선 초기의 특징을 지니고 있으므로 고려시대의 목판을 가지고 조선시대에 다시 찍어낸 것임을 알 수 있다.

## 같이 보기
- 상교정본자비도량참법

## 참고 자료
- 상교정본자비도량참법 권4~6 - 국가유산청 국가유산포털